# Manuel Saderra i Puigferrer
Manuel Saderra i Puigferrer (Tortellà, la Garrotxa, 4 de juliol de 1908 - Porqueres, el Pla de l'Estany, 7 de març de 2000) fou un músic i compositor de sardanes, gran innovador del gènere. La versió coral de Somni (1947) ha obtingut una gran difusió. Sovint se l'anomena "Puigferrer" per diferenciar-lo de son germà Josep.

## Biografia
Manel Saderra és el darrer d'una nissaga d'onze germans, dels quals el gran fou el popular Josep Saderra i Puigferrer, anomenat "El noi". Josep era vint-i-cinc anys més gran que ell i fou, juntament amb son pare, Manel Saderra i Rovira (Sant Feliu de Pallerols, 1853 - Tortellà 1917, flequer d'ofici i músic per afecció), el primer mestre de música d'en Manel.
Actuà com a trompeta de les cobles La Principal de Banyoles, Bolero i sobretot a La Principal de Girona. N'esdevingué el director i amb aquesta cobla feu importants enregistraments; l'any 1954 a Prada de Conflent (el Conflent), quan van anar a enregistrar un disc, el mestre Pau Casals es va presentar a l'estudi de gravació per saludar-los, i, tot i que Manel Saderra li va oferir la batuta per respecte i cortesia, ell li va respondre: "De cap manera, ho fan molt bé, vostès, molt bé..."
L'any 1959 fundà la coral Agrupació Polifònica de Banyoles.
Com a compositor, la seva primera sardana, Carme (1936), no satisfà el mestre i decideix no continuar, però el destí s'encarregà de capgirar el seu propòsit, ja que, durant la convalescència d'un accident ho intenta altra vegada i escriu Record del Collell, obra que feu albirar uns dots extraordinaris per a la música.
La tercera sardana, Llac encantat (1942), sorprèn el món sardanista i musical per la seva força innovadora i l'estil molt personal i peculiar que més endavant s'anomenaria l'«estil Puigferrer», estil que un reduït nucli, poc receptiu a les innovacions, va criticar molt durament. Aquestes crítiques s'ofegaren definitivament quan estrenà la sardana Somni, que fou la que al llarg de tota la vida li prodigà més popularitat.
Autor de més noranta sardanes, a mig camí entre el registre culte i el popular, amb el pas dels anys les seves estrenes eren cada vegada més esperades i celebrades.
Al llarg de la seva vida obtingué els màxims guardons: Creu de Sant Jordi (atorgada per la Generalitat de Catalunya), Premi d'Acció Cívica (lliurat per la Fundació Lluís Carulla) i la Medalla al Mèrit Musical (la primera, concedida per l'Obra del Ballet Popular). També rebé innombrables homenatges arreu de Catalunya. Un dels més importants fou del seu poble natal, Tortellà, que el 29 d'abril de 1985 el va reconèixer com un dels seus fills il·lustres i que comportà, dos anys més tard, que un carrer de la vila prengués el seu nom.